# 内博伊沙·罗迪奇
内博伊沙·罗迪奇（1953年—），是一名塞尔维亚政治家、律师和外交官，现任塞尔维亚驻奥地利大使。2013年9月2日至2014年4月27日，任塞尔维亚国防部长。2012年8月3日至2013年9月3日，任塞尔维亚安全情报局局长。他是塞尔维亚进步党成员。

## 生平
1977年，他毕业于贝尔格莱德大学法学院，1979年通过律师考试。此外他还毕业于国防学校。
他曾在塞尔维亚国家行政机构工作，后来担任新闻部长助理和副国务秘书。2005年至2007年，他担任沙巴茨高等职业技术学校校长。2012年塞尔维亚议会选举形成组建了新的达契奇内阁，罗迪奇被任命为安全情报局局长，并任至2013年9月。之后他接替亚历山大·武契奇，出任新的国防部长。2014年4月，他被任命为塞尔维亚驻阿塞拜疆大使。
2018年，他被任命为塞尔维亚驻奥地利大使。